# Heirbaanmolen

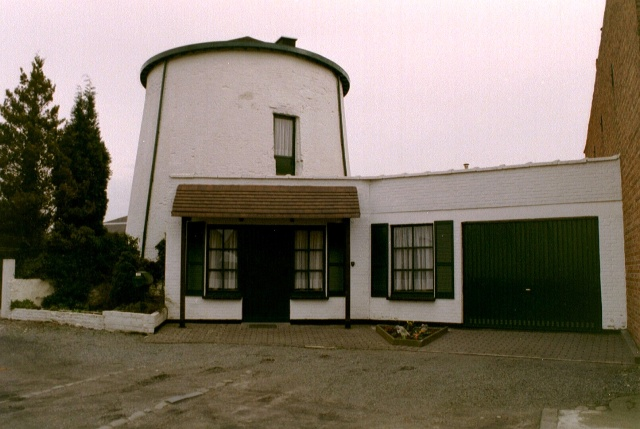
Heirbaanmolen

De Heirbaanmolen is een windmolenrestant in de tot de Oost-Vlaamse gemeente Dendermonde behorende plaats Baasrode, gelegen aan de Broekstraat 131.
Deze ronde stenen molen van het type beltmolen fungeerde als korenmolen.

## Geschiedenis
In 1818 werd deze molen voor het eerst vermeld. Op 14 november 1940 sloegen de molenwieken los en een van de twee wiekenparen raakte beschadigd. Het andere wiekenpaar werd toen ook verwijderd en aangebracht aan een windmolen te Kasterlee. Er werd voortaan op motorkracht gemalen.
In 1949 werd de molen aan een boerengezin verkocht en in 1951 werd een deel van de romp gesloopt en werd de rest van de romp ingericht als woonhuis.